# Plechotice
Plechotice jsou obec na Slovensku. Nacházejí se v Košickém kraji, v okrese Trebišov. Obec o rozloze 12,94 km² leží v nadmořské výšce 142  m n. m. K 31. 12. 2011 žilo v obci celkem 797 obyvatel.
V katastru obce se našly zbytky sídlištních objektů a střepy keramiky, pocházející z 9.-10. století. Šlechtic Jan, syn Andronika, prodal v roce 1245 albínský a dvorianský statek šlechtici Petrovi, synovi Petra. Prodej listinou potvrdil král Béla IV. a v popisu hranic prodaných statků je první písemný doklad o sousedním statku Parchovan a jeho části zvané Turna.